# Shahid Khan
Shahid Rafiq Khan (em urdu: شاہد خان; nascido em 18 de julho de 1950) é um empresário bilionário paquistanês-americano e magnata do esporte. Ele é o proprietário da Flex-N-Gate, uma empresa automotiva americana. Khan também é dono do Jacksonville Jaguars da National Football League (NFL) e do Fulham F.C. da Premier League e co-proprietário da promoção de luta livre americana All Elite Wrestling (AEW), junto com seu filho, Tony Khan.
Khan foi destaque na capa da revista Forbes em 2012, associando-o como o rosto do sonho americano. Em novembro de 2021, o patrimônio líquido pessoal de Khan era de US $9 bilhões. Em 2021, ele ficou em 94º lugar na lista da Forbes 400 dos americanos mais ricos e é a 291ª pessoa mais rica do mundo. Khan é o segundo magnata de autopeças mais rico atrás de Georg F. W. Schaeffler, que tem um patrimônio líquido de US$ 12 bilhões. Ele também é a pessoa mais rica de origem paquistanesa.

## Infância e educação
Khan nasceu em Lahore, Paquistão, em uma família de classe média envolvida na indústria da construção. Sua mãe (agora aposentada) era professora de matemática, e seu pai Rafiq Khan costumava ter uma loja que vendia equipamentos de pesquisa e desenho. Shahid Khan também tinha um irmão chamado Tariq Rafiq Khan, que morreu aos 20 anos.
Khan mudou-se para os Estados Unidos em 1967 aos 16 anos para estudar na Universidade de Illinois em Urbana–Champaign. Quando ele foi para os Estados Unidos, ele passou sua primeira noite em um quarto de US$ 2/noite na universidade YMCA, e seu primeiro trabalho foi lavando pratos por US$ 1,20 a hora. Ele se juntou à fraternidade Beta Theta Pi na escola. Ele se formou na Faculdade de Engenharia da UIUC com bacharelado em Engenharia Industrial em 1971. Mais tarde, ele recebeu o prêmio Distinguished Alumni de Ciências Mecânicas e Engenharia em 1999.

## Carreira empresarial

### Flex-N-Gate
Khan trabalhou na empresa de fabricação automotiva Flex-N-Gate Corporation enquanto frequentava a Universidade de Illinois. Quando se formou, foi contratado como diretor de engenharia da empresa. Em 1978, ele fundou a Bumper Works, que fabricava pára-choques de carros para picapes personalizadas e reparos em oficinas. Os fundos para iniciar o novo negócio incluíam um empréstimo de US$ 50.000 da Small Business Administration e US$ 16.000 de suas próprias economias.
Em 1980, ele comprou o Flex-N-Gate de seu ex-empregador Charles Gleason Butzow, trazendo a Bumper Works para o grupo. Khan expandiu a empresa para fornecer pára-choques para as montadoras Big Three. Em 1984, ele começou a fornecer um pequeno número de pára-choques para picapes Toyota. Em 1987 era o único fornecedor de picapes Toyota e em 1989 era o único fornecedor de toda a linha Toyota nos Estados Unidos. A adoção do Toyota Way aumentou a eficiência da empresa e a capacidade de alterar seu processo de fabricação em poucos minutos. Desde então, a empresa cresceu de US$ 17 milhões em vendas para estimados US$ 2 bilhões em 2010 e US$ 8,89 bilhões em 2020.
Em 2019, a Flex-N-Gate tinha 25.000 funcionários e 69 fábricas nos Estados Unidos e China, Argentina, Espanha, França, Alemanha, México e Canadá. e em 2020 teve uma receita de $ 8,9 bilhões e foi classificada como a 46ª maior empresa americana de capital fechado pela Forbes. Também é classificado pela Automotive News como o 7º maior fornecedor americano de peças automotivas e o 33º maior fornecedor global do mundo.
Em maio de 2012, a Administração de Saúde e Segurança Ocupacional multou a Flex-N-Gate em US$ 57.000 por violações de saúde em sua fábrica de Urbana. Antes do draft de 2012 da NFL, o United Automobile Workers (UAW) e outros grupos ambientalistas organizaram uma campanha para várias acusações contra Flex-N-Gate e Khan.

## Esportes e entretenimento

### Jacksonville Jaguars
A primeira tentativa de Khan de comprar um time da National Football League ocorreu em 11 de fevereiro de 2010, quando ele fechou um acordo para adquirir 60% do então St. Louis Rams de Chip Rosenbloom e Lucia Rodriguez, sujeito à aprovação de outros proprietários da NFL. No entanto, Stan Kroenke, o acionista minoritário dos Rams, acabou exercendo uma cláusula em seu contrato de propriedade para corresponder a qualquer oferta proposta.
Em 29 de novembro de 2011, Khan concordou em comprar o Jacksonville Jaguars de Wayne Weaver e seu grupo de proprietários, sujeito à aprovação da NFL. Weaver anunciou a venda da equipe para Khan no mesmo dia. Os termos do acordo não foram divulgados imediatamente, exceto um compromisso verbal de manter a equipe em Jacksonville, Flórida. O preço de compra foi de US$ 770 milhões. Os proprietários da NFL aprovaram a compra por unanimidade em 14 de dezembro de 2011. A venda foi finalizada em 4 de janeiro de 2012, tornando Khan o primeiro membro de uma minoria étnica a possuir um time da NFL.
Khan é membro do conselho da NFL Foundation.
Khan é um dos três proprietários de times da NFL nascidos fora dos Estados Unidos da América, sendo os outros dois Kim Pegula, do Buffalo Bills, nascido na Coreia do Sul, e Zygi Wilf, do Minnesota Vikings, nascido na Alemanha.

### Fulham F.C.
Em julho de 2013, Khan negociou a compra do clube de futebol londrino Fulham F.C. da Premier League de seu proprietário anterior, Mohamed Al Fayed. O negócio foi finalizado em 12 de julho de 2013, com o valor estimado entre £ 150-200 milhões. Um preço de compra oficial para o clube não foi anunciado com ele afirmando que era "altamente confidencial".

### All Elite Wrestling
Em 2019, foi revelado que Shahid Khan e seu filho, Tony Khan, são os principais investidores por trás da promoção de luta livre profissional All Elite Wrestling (AEW). Tony Khan também é o presidente e CEO da promoção.

### Black News Channel
Khan foi o acionista majoritário do Black News Channel durante os dois anos de existência da rede.

## Vida pessoal

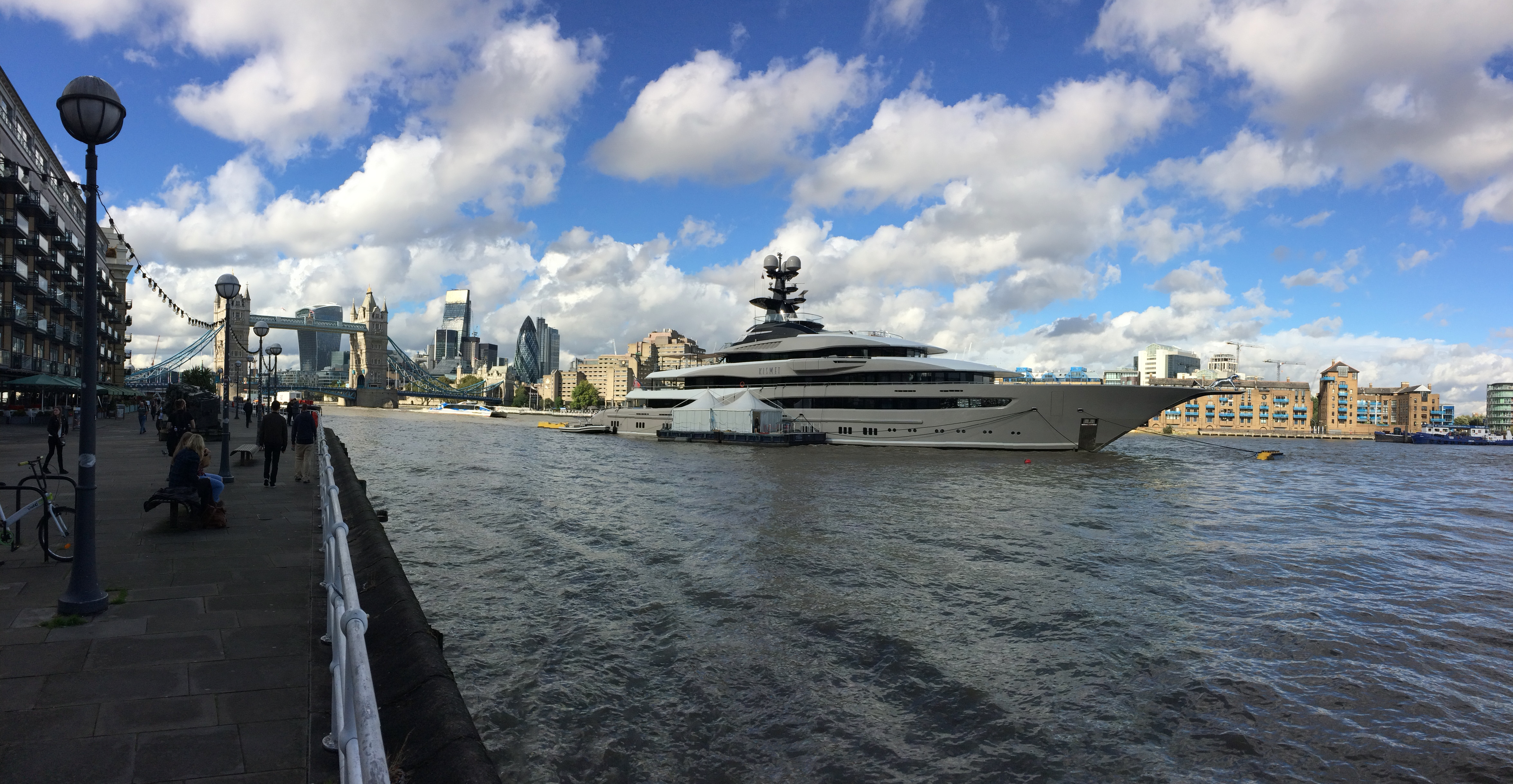
O iate de Khan atracou em Tower Bridge, Londres, enquanto o Jacksonville Jaguars estava visitando para um jogo da NFL International Series (outubro de 2016).

Khan é muçulmano. Khan conheceu Ann Carlson (agora Ann Carlson Khan) na Universidade de Illinois em 1967 e namorou com ela por dez anos antes de se casarem em 1977. Eles têm dois filhos juntos, uma filha, Shanna Khan, e um filho, Tony Khan, nascido em 1982. Khan se naturalizou cidadão americano em 1991.
Khan possui uma casa em Naples, Flórida, e o superiate Kismet. Ele também tem um apartamento no bairro de Gold Coast em Chicago.

## Premios e honras
Khan recebeu vários prêmios da University of Illinois, incluindo o Distinguished Alumnus Award em 1999 do Departamento de Ciência Mecânica e Engenharia Industrial, o Alumni Award for Distinguished Service em 2006 da Faculdade de Engenharia e (com sua esposa, Ann Carlson) o Prêmio de Serviços Distintos em 2005 da Associação de Alunos da Universidade de Illinois.